# Bunne
Bunne – wieś w Holandii, w prowincji Drenthe, w gminie Tynaarlo.